# Vanimo jezik
Vanimo jezik (manimo, wanimo, duso; ISO 639-3: vam), najvažniji jezik skupine vanimo, porodice sko, kojeg u tri sela u provinciji Sandaun na Angriffs Havenu u Papui Novoj Gvineji govori 2 200 ljudi (1990 SIL). Sela: Vanimo (domorodački Manimo), Varimo, Yako.
Postoje dva dijalekta.

## Vanjske poveznice
- Ethnologue (15th)
- Ethnologue (16th)